# 皮埃尔·阿伯拉尔
皮埃爾·亞伯拉爾（法語：Pierre Abélard，/ˈæbəlɑːrd/，1079年—1142年4月21日），又以彼得·亞伯拉德（英語：Peter Abelard）之名聞名，是法國著名神學家、經院哲學家、邏輯學家、神學家、詩人、作曲家和音樂家。一般認為他開創概念論之先河。阿伯拉生於法國布列塔尼半島南特以東約10公里的勒帕萊出生，卒於法國索恩河畔沙隆的聖馬塞爾修道院。
在哲學方面，他以通過唯名論和概念論對普遍問題的邏輯解決方案以及他在倫理學上開創性的意圖而聞名。他通常被稱為“十二世紀的笛卡爾”，深刻影响了盧梭、康德和斯賓諾莎。他有時被認為是現代經驗主義的主要先驅。
在歷史和流行文化中，他最出名的是與他才華橫溢的學生和後來的妻子埃洛伊斯之間充滿激情和苦難的愛情以及激烈的哲學交流。他是中世紀婦女及其受教育權利的捍衛者。 在將埃洛伊斯送到布列塔尼的一個修道院以保護她，免受這種禁忌愛情以及來自叔叔的虐待後，他被她的叔叔派來的男人襲擊並且強行閹割。即使在這件事之後兩人都引退到修道院後，埃洛伊斯仍然認為自己是他的妻子，當亞伯拉爾的教義被教皇英諾森二世否定，且他本人被視為異教徒時，埃洛伊斯公開為他辯護。亞伯拉爾同時宣稱埃洛伊斯是無辜的，她出於愛而犯罪。
在天主教神學中，他最著名的是他對靈薄獄概念的發展，以及他對贖罪的道德影響理論的介紹。亞伯拉爾與奧古斯丁一起，被認為是現代自我反思自傳作家最重要的先驅。 他以出版的以書信為表現形式的《劫餘錄》（拉丁語：Historia Calamitatum）和公開信件為後來的書信體小說的發展奠定了基礎。
在法律學中，阿伯拉爾強調，由於主觀意圖決定了人的行為的道德價值，因此行為的法律後果與行為人有關，而不僅僅是行為本身。 憑藉這一學說，阿伯拉爾在中世紀創立了現代法律核心的個人主體觀念。這最終使巴黎圣母院（後來的巴黎大學）因其在法律領域的專業知識而給予阿伯拉尔認可，並促成了巴黎法學院的成立。

## 生平
他在年輕的時候，已經就是一個相當出色的學生，後來也成為巴黎最受歡迎的教授。最剛開始的時候，他是教授哲學，後來改為神學，他是首先把哲學與神學融合的經院哲學家之一，他也是中世紀經院哲學一位傑出的哲學家，是一位偉大的天才，非常具有吸引力，於今日是一位非常有領袖魅力的領導人。
青年時期曾到處遊學，後到巴黎跟隨唯實論的學者商薄的威廉（William of Champeaux），但生性好辯，與其師發生激烈爭執；便先後在巴黎近郊的默倫和科爾貝埃索納設校自成學派，開始教學生涯。他講授邏輯，並在講學期間抨擊過去的師長與同窗，為教會所仇視，迫使他再度流浪。
流浪期間，他曾前往拉昂，在安塞姆指導下學習神學，然而他對安塞姆也有所批評，認為他只是長於辭令的頑固守舊者：「他長於辭令，但言之無物，更乏推理能力；他燃火時，使滿室烏煙燻人，卻不能使之大放光明。」此舉引起安塞姆的學生不滿，遂向未曾讀過神學的阿伯拉辯論對《聖經》的看法；阿伯拉花了一天的時間研究聖經，次日用標準評論方式解說《聖經》。此舉再度使教會當局不快，認為他未讀過神學，有無照解經之嫌。被迫離開拉昂。但因他才華實在高人一等，被任命為巴黎主教座堂的教師。

## 著作
亞伯拉德終生不容於教會當局，他的三一論學說被斥為異端，他的第一部著作《神學》（Theologia）在1121年遭焚燬。再加上他好辯與愛好批評知名學者，在當時學界亦為不受歡迎的人物。晚年他在克魯尼修道院，過著普通僧侶的生活。1142年，阿伯拉死於勃艮地的克魯尼修道院，最後埋葬在埃洛伊斯主持的女修道院附近。
他的著作之中，包括了爭議紛紜的《是與否》(Sic et Non)。它在這本書中提出，公認有權威的基督教神學與哲學著作之間的相反見解，以证明基督教仍有許多尚未解決的問題，有待他以及其他的基督教思想家努力。在寫過《是與否》之後，亞伯拉德立刻撰寫巨著《基督教神學》(Christian Theology)。

## 私人生活

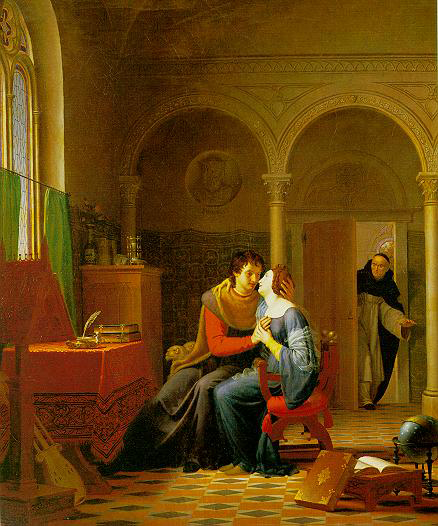
阿伯拉與埃洛伊斯

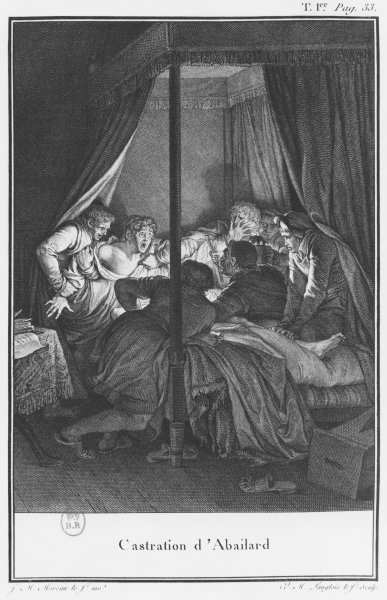
遭到襲擊並被去勢的亞伯拉德

亞伯拉德在巴黎主教座堂擔任教師講師時，愛上教士富爾貝爾的17歲侄女埃洛伊斯。這對戀人雙雙逃往布列塔尼並秘密結婚，並生有一子。不久後埃洛伊斯為了阿伯拉的前途（如果结婚就没法当神学院的院长）否認這樁婚姻，此舉遭到局外人誤會，埃洛伊斯的叔父巴黎主教座堂的迦農富勒以為阿伯拉欺騙其姪女感情，於是設計陷害阿伯拉，派僕役對夜寢的阿伯拉施以宮刑，使他無法與埃洛伊斯維持正常家庭，阿伯拉於是力勸埃洛伊斯進入巴黎郊外一所修道院當修女，阿伯拉則前往聖丹尼斯修道院當修士。兩人一直維持書信交流，多年後阿伯拉向埃洛伊斯坦承是因為怕別的男人佔有她才勸其進修道院，但埃洛伊斯卻甘於命運的安排，兩人都投入神職卻依然感情深厚。後來，他又重操舊業─教書的工作，不久之後又牽涉了一次劇烈的爭論。於1121年的斯瓦松會議（Council of Soissons）上，未經聆訊就把他對三位一體的主張大加譴責。1136年，他最後一次回到巴黎，重新受到歡迎，寫了幾部重要的著作。亞伯拉德是當時基督教時代的重要思想家，當他做了修士以後，試圖解決了許多問題，這些問題後來都成為後幾個世紀的主要神學問題。阿伯拉死後，1164年埃洛伊斯的遺骨也被葬於其側。

## 作品

### 原作品
- 《高階邏輯》（Logica ingredientibus），1121年
- 《皮埃尔·阿伯拉尔注波愛修斯》（Petri Abaelardi Glossae in Porphyrium），1120年
- 《對話錄》（Dialectica）1125年前.[13]
- 《應我們同志要求的邏輯（Logica nostrorum petitioni sociorum），1124–1125年
- 《關於理解的論文》（Tractatus de intellectibus），寫於11128年前.[14]
- 《是與否》，一個基督教權威關於哲學和神學問題的引文清單[15]
- 《至善神學》、《基督神學》、《經院神學》（Theologia 'Summi Boni',[16]Theologia christiana,[17] and Theologia 'scholarium'[16]）1120至1140年間所做的系統性神學闡述
- 《哲學家與猶太人和基督徒的對話》（Dialogus inter philosophum, Judaeum, et Christianum）1136–1139年[18]
- 《認識你自己》（Scito Te Ipsum） 1140年[19]

### 翻譯

#### 英譯本
- Abelard, Peter. . 由Spade, P.V.翻译. Indianapolis: Hackett. 1995.
- . . 由Spade, P.V.翻译. Indianapolis: Hackett. 1994.
- Abelard, Peter; Heloise; Héloïse; Lombardo, Stanley. . 由Levitan, William翻译 introduction and notes by William Levitan. 2007. ISBN 978-0-87220-875-9.
- Radice, Betty. . London: Penguin Books. 1974. ISBN 978-0-14-044297-7.
- Abelard, Peter and Heloise. (2009) The Letters of Heloise and Abelard. Translated by Mary McGlaughlin and Bonnie Wheeler.
- Planctus. Consolatoria, Confessio fidei, by M. Sannelli, La Finestra editrice, Lavis 2013, ISBN 978-8895925-47-9
- Carmen Ad Astralabium, in: Ruys J.F. (2014) Carmen ad Astralabium—English Translation. The Repentant Abelard. The New Middle Ages. Palgrave Macmillan, New York. https://doi.org/10.1057/9781137051875_5
- The letter collection of Peter Abaelard and Heloise. (2017) Edited and translated by Peter Luscombe. Oxford Medieval Texts
- Abelard, Peter. Engels, L. J.; Veire, Christine Vande , 编. . Turnhout: Brepols. 2020. ISBN 978-2-503-57701-2.

#### 漢譯本
其作品譯入漢語者寥寥，僅有和埃洛伊斯的書信集被翻譯出版，且不翻譯自法語或拉丁語，而是轉譯自由貝蒂·拉迪斯（Betty Radice）編輯的英譯本《The Letters of Abelard and Heloise》 ：
- 彼得·阿伯拉尔. . 由孫亮翻译. 商務印書館汉译世界学术名著丛书. 2013. ISBN 9787100094153.
- 彼得·阿伯拉尔. . 由葛海滨翻译. 华夏出版社. 2017. ISBN 9787508089515.